# Чистопольський
Чистопо́льський (рос. Чистопольский) — селище у складі Маріїнського округу Кемеровської області, Росія.

## Населення
Населення — 97 осіб (2010; 104 у 2002).
Національний склад (станом на 2002 рік):
- росіяни — 96 %